# Myrcia subsessilis
Myrcia subsessilis är en myrtenväxtart som beskrevs av Otto Karl Berg. Myrcia subsessilis ingår i släktet Myrcia och familjen myrtenväxter. Inga underarter finns listade i Catalogue of Life.